# Patagonotothen brevicauda
Patagonotothen brevicauda és una espècie de peix pertanyent a la família dels nototènids. Es troba al Pacífic sud-oriental, l'Atlàntic sud-occidental i l'oceà Antàrtic: la Terra del Foc (incloent-hi l'estret de Magallanes i el canal de Beagle), les illes Malvines i l'illa de Geòrgia del Sud.

## Subespècies
- Patagonotothen brevicauda brevicauda (Lönnberg, 1905)
- Patagonotothen brevicauda shagensis (Balushkin & Permitin, 1982)[6][7]